# Baia di Malin
La baia di Malin (in inglese Malin Bay) è una piccola insenatura situata nella propaggine estrema occidentale della penisola di Slieve League, zona selvaggia e scoglierosa del Donegal sud-occidentale, in Irlanda.

## Descrizione
La baia, affacciata ad ovest in pieno oceano Atlantico, proprio davanti all'isola di Rathlin O'Byrne, si estende dal piccolo abitato di Malin Beg fino al promontorio di Rossan Point.
Soltanto due scogli la separano dalle piccole insenature poste a sud, una delle quali contiene la famosa e suggestiva spiaggia di Trabane.